# Szakállasfalva község
Szakállasfalva község (románul: Comuna Săcălășeni) község Máramaros megyében, Romániában. Központja Szakállasfalva, beosztott falvai Karuly, Kővárkölcse.

## Népessége
A 2011-es népszámlálás adatai alapján a község népessége 2299 fő volt.

## Története
2004-ben kivált belőle Kovás és Láposköz, illetve Koltó és Koltókatalin, amelyekből megalakult az önálló Kovás község, illetve Koltó község.